# 58 Eridani
58 Eridani, som är stjärnans Flamsteed-beteckning, är en ensam stjärna belägen i den mellersta delen av stjärnbilden stjärnbilden Eridanus, som också har variabelbeteckningen IX Eridani. Den har en lägsta genomsnittlig kombinerad skenbar magnitud på ca 5,49 och är svagt synlig för blotta ögat där ljusföroreningar ej förekommer. Baserat på parallax enligt Gaia Data Release 2 på ca 75,5 mas, beräknas den befinna sig på ett avstånd på ca 43 ljusår (ca 13 parsek) från solen. Den rör sig bort från solen med en heliocentrisk radialhastighet av ca 22 km/s. Den ingår sannolikt i rörelsegruppen IC 2391, en grupp av stjärnor som delar en gemensam rörelse genom rymden.

## Egenskaper
Primärstjärnan 58 Eridani är en solliknande gul till vit stjärna i huvudserien av spektralklass G1.5 V CH-0.5. Den har en massa som är ca 1,05 solmassor, en radie som  är ca 0,96 solradier och utsänder ca 0,99 gånger av solens utstrålning från dess fotosfär vid en effektiv temperatur av ca 5 800 K. En omgivande stoftskiva har upptäckts i omloppsbana runt stjärnan.
58 Eridani är en BY Draconis-variabel som varierar mellan visuell magnitud +5,47 och 5,51 med en period av 11,3 dygn. Röntgenstrålning från stjärnans korona tyder på en ålder av mindre än en miljard år, jämfört med 4,6 miljarder för solen, varför den fortfarande har relativt låg ålder för en stjärna med dess  massa. Stjärnfläcksaktivitet, som varierar från år till år, har också upptäckts.